# Scarlett Thomas

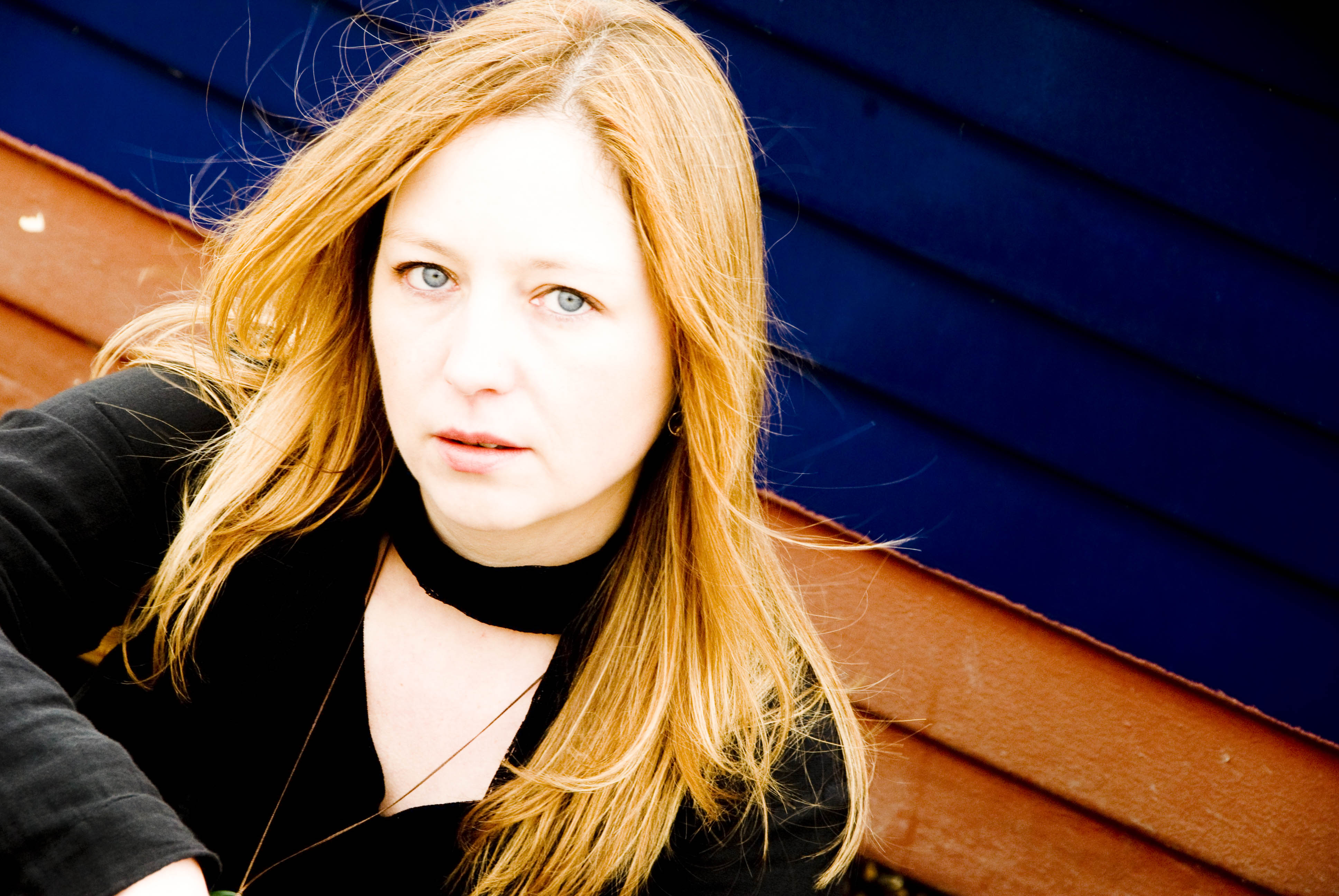
Scarlett Thomas (2006)

Scarlett Thomas (* 5. Juli 1972 in London) ist eine englische Schriftstellerin.

## Leben
Scarlett Thomas studierte bis 1995 Kulturwissenschaften an der University of East London. 1998 erschien mit Eine Klasse für sich der erste Roman ihrer  Lily-Pascale-Krimitrilogie, die sie mit Faule Tricks (1999) und Seaside (2000) fortsetzte. 2000 beteiligte sie sich mit Mind Control am programmatischen Kurzgeschichtenband All Hail the New Puritans.
Ihre folgenden Romane sind Going Out, über die Odyssee eines Lichtallergikers, und Bright Young Things, welcher reich an Anspielungen auf die Popkultur ist. PopCo (2004) und Troposphere (2006) bewegen sich an der Grenze von Naturwissenschaft und Philosophie.
Scarlett Thomas schrieb Kritiken für The Independent und Scotland on Sunday. Sie lebt in Canterbury, wo sie seit 2004 auch Kurse in kreativen Schreiben an der University of Kent gibt.

## Werke
- Eine Klasse für sich (Dead Clever, 1998)
- Faule Tricks (In Your Face, 1999)
- Seaside (2000)
- Bright Young Things (2001)
- Going Out (2002)
- PopCo (2004)
- Troposphere (The End of Mr. Y, 2006)
- Das Ende der Geschichten (Our tragic Universe, 2010)
- The Seed Collectors (2015)
- The Sleepwalkers. Simon & Schuster, London 2024, ISBN 978-1-3985-2840-6.